# 岐阜県道388号妻木笠原線
岐阜県道388号妻木笠原線（ぎふけんどう388ごう つまぎかさはらせん）は、岐阜県土岐市妻木町から同県多治見市笠原町に至る一般県道である。

## 概要

### 路線データ

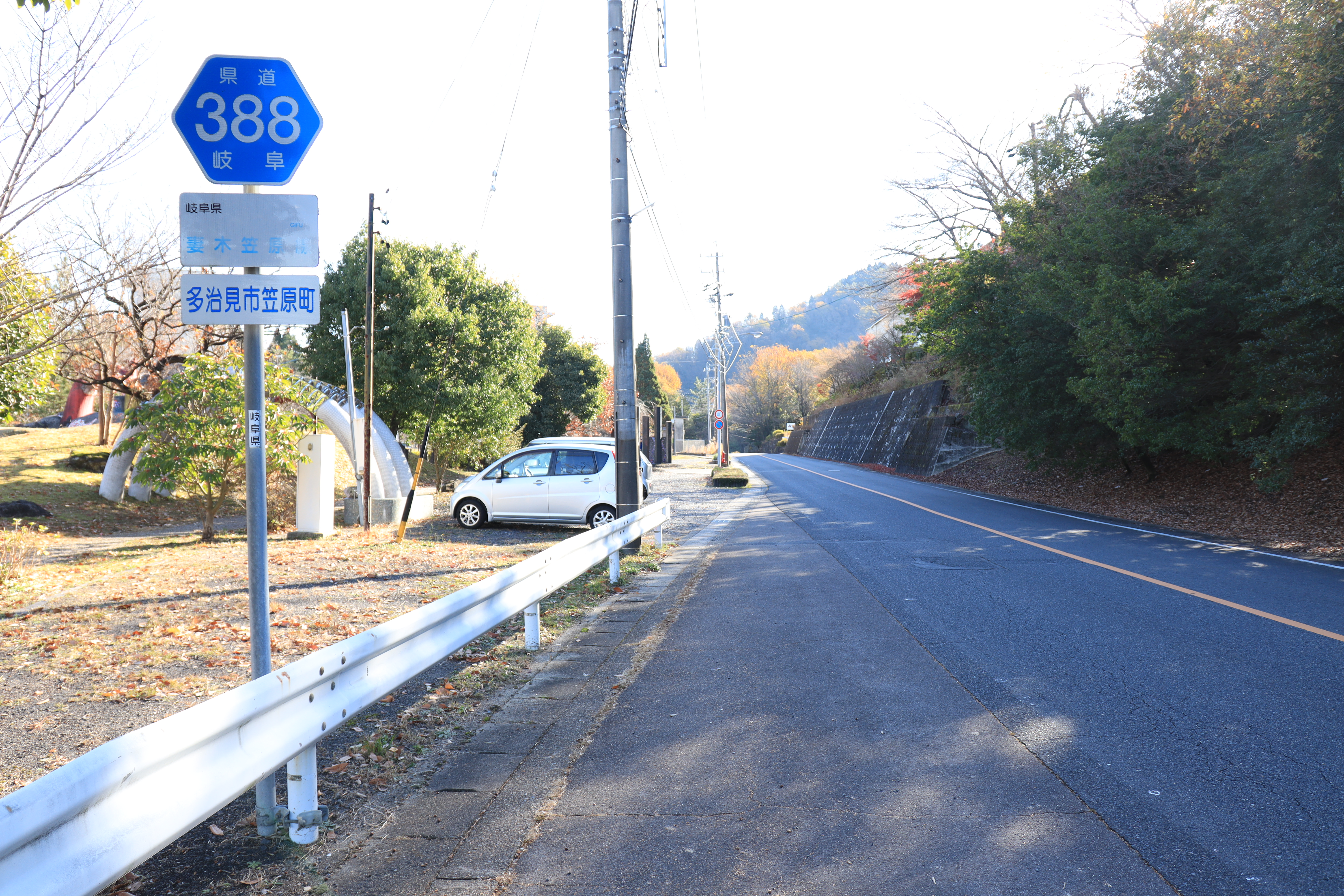
岐阜県道388号妻木笠原線、多治見市笠原町にて

- 起点：岐阜県土岐市妻木町旭町（岐阜県道19号土岐足助線交点）
- 終点：岐阜県多治見市笠原町栄（岐阜県道13号豊田多治見線交点）

## 沿革
- 1977年（昭和52年）2月27日 ： 認定[1]

## 通過する自治体
- 岐阜県
  - 土岐市
  - 多治見市

## 接続する道路
- 岐阜県道19号土岐足助線（土岐市妻木町旭町地内）
- 岐阜県道13号豊田多治見線（栄交差点）

## 周辺
- 笠原グリーンハイツゴルフクラブ